# Іван Данилович
Іван Данилович на Олеськові герба Сас (пол. Jan Daniłowicz; 1570 — весна 1628) — магнат, державний діяч Речі Посполитої. Представник українського шляхетського роду Даниловичів, військовик. Засновник міста Лисянка. Дід польського короля Яна III Собеського.

## Біографія
Син львівського хорунжого Станіслава Даниловича і його дружини Катерини з Тарлів (доньки львівського хорунжого Яна Тарла). Молодший брат Миколи Даниловича.
У 1594 році Станіслав Жолкевський рекомендував І. Даниловича гетьману Янові Замойському як свого вірного підкомандного, хвалив його бойові якості. У 1595—1596 роках на Поділлі очолював роту вершників (50 осіб), наступного року зі 100 осіб, тоді мав посаду коронного підчашого. Брав участь у придушенні козацького повстання Наливайка (1594—1596 роки), за що отримав 1597 р. посади старости корсунського, чигиринського, невдовзі — крайчого королеви Анни Австрійської, белзького ловчого. Під час антикоролівського заколоту маршалка коронного Миколая Зебжидовського (1606—1609 рр.) спочатку брав участь в з'їзді рокошанів у Любліні разом з С. Жолкевським, потім був посередником поміж обома сторонами (під Яновцем був разом з Христофором Збаразьким висланий до рокошанів з останньою засторогою).
За посередництва І. Даниловича та київського воєводи С. Жолкевського в 1615 році була врегульована суперечка Зофії Ґольської та Яна-Юрія Радзивілла з приводу нападу останнього на бучацький замок з метою отримати відшкодування збитків.
Брав участь у придушенні нової солдатської конфедерації невдоволених отриманою платнею за московський похід (1615 рік), 25 учасників якої стратили у Львові.
Як комісар для залагодження козацьких справ був співавтором ольшанецьких (1617 р.) та раставицьких (1619 р.) постанов, був комісаром для укладення договорів з козаками у 1623 р., брав участь 1625 р. у битві на Куруковому озері з козаками. Був призначений королем одним з комісарів для укладення Куруківської угоди у 1625 році.
Очевидно, був у таборі С. Жолкевського під Бушою 1617 р., де значно допоміг гетьману зібрати лицарів, шляхту, через загрозу турецького нападу сприяв замиренню гетьмана (з 1-ї сторони), яворівського старости Адама Героніма Сенявського і князя Христофора Збаразького з іншої, за що отримав у 1619 р. Буське староство.
Через конфлікт з І. Даниловичем місто Корсунь оштрафували на 10000 кіп литовських грошей і позбавили 1607 р. магдебурзького права.
1626 року брав участь як королівський комісар у розмежуванні земель містечка Брухналя від Прилбичів і Чолгинів.
Помер у Львові, був похований в костелі св. Трійці Олеська. Ян Пфістер виготовив надгробок Івана Даниловича, який встановили у колишньому костелі Святої Трійці в Олеську.
Його надгробна плита з «теребовлянського» червоного пісковика була виготовлена з каменю, добутого в селі Застіноче.

### Посади
Крайчий великий коронний (1600, посаду отримав за сприяння С. Жолкевського), каштелян львівський (12.8.1612, протекція С. Жолкевського), воєвода руський з 17.5.1613, підчаший великий коронний, ловчий белзький, староста белзький (став після смерті канцлера Яна Замойського), буський з 1619, корсунський, чигиринський.

### Фундації
На кошти першої дружини Барбари (Катажини, перемиської каштелянки, з Красіцьких) близько 1590 р. почав перебудову належної йому правої частини Олеського замку. Після одруження з Софією з Жолкевською весь замок 1605 року перейшов у його володіння. До 1620 Олеський замок було перебудовано на ренесансну резиденцію. Ян Данилович заклав в Олеську школу та шпиталь.
З дозволу Сигізмунда III Вази на шляху із Золочева на Броди заклав (1615) містечко Сасів (на місці села Комарове, назване від його родинного гербу Сас), надав йому право проведення трьох ярмарків, торгових днів. У Львові з його фундації Войцех Зичливий виконав мармуровий надгробок св. Яна з Дуклі для костелу Св. Андрія монастиря бернардинців.
Заклав міста Крилів Корсунського староства і Данилоград (Медведівку). Був засновником міста Лисянки у Київському воєводстві.

### Хмельницькі
Разом з його другою дружиною Софією Жолкевською перейшов із Жовкви на службу до Олеська сотник Михайло Хмельницький (батько гетьмана Богдана Хмельницького). Звідси його взяв собою Іван Данилович до Чигирина: поставив підстаростою, за вірну службу в обороні від татар надав 1616 року землю з пущею, де Михайло Хмельницький заклав хутір Суботів. Після Цецорської битви (1620) Ян Данилович намагався викупити з полону Михайла Хмельницького, оціненого у 500 золотих, чи обміняти на полоненого турка.

### Шлюб, діти
Першою дружиною була Барбара (Катажина) з Красіцьких. У шлюбі народились:
- Катажина (Катерина) Данилович (бл. 1600—?) — дружина старости медицького, казимирського[13]), королівського ротмістра Анджея Фірлея (помер після 1622 року[14]);
- Марц'яна Данилович (бл. 1600—1646) — дружина (1620/21р.) полковника Стефана Конєцпольського. Через небажання батька дати згоду на одруження з нею покінчив життя самогубством Адам Жолкевський.

Другою дружиною з 1605 р. стала Зоф'я із Жолкевських — донька великого коронного гетьмана Станіслава Жолкевського. У шлюбі народились:
- Станіслав Данилович (1611—1636) — староста корсунський, чигиринський;
- Іван (Ян) Данилович (пом. 1618), похований у костелі святого Михайла у Вільні[15];
- Дорота Магдалина Данилович (бл. 1600 — 1685) — абатиса кляштору бенедиктинок у Львові (за даними Казімєжа Лєпшого, 1937 року, донька від другої дружини[12]);
- Софія Теофілія Данилович (1607—1661) — дружина (1627 р.) тоді крайчого коронного Якова Собеського, мати короля Яна III Собеського.